# Adachitoka
あだちとか
Œuvres principales
- Alive Last Evolution
- Noragami

Adachitoka (あだちとか) est un duo composé des mangakas japonaises Adachi (安達) et Tokashiki (渡嘉敷). Adachi dessine les personnages et Tokashiki s'occupe des fonds. Le duo est connu pour son manga Noragami, publié entre 2010 et 2024 dans le Monthly Shōnen Magazine.
Leur nom complet, ainsi que leur âge, sont inconnus. Elles se représentent souvent à l'aide d'un rectangle ou d'un cylindre.

## Biographie
Adachi est née un 14 décembre dans la ville de Murayama, dans la préfecture de préfecture de Yamagata et Tokashiki est née un 28 novembre à Naha, dans la préfecture d'Okinawa.
Après avoir obtenu leur diplôme à l'université, elles déménagent à Tokyo. Elles présentent leur travail au département éditorial du Monthly Shōnen Jump qui le rejettera, puis au Monthly Afternoon qui ne leur répondront pas. Par la suite, elles présenteront trois mangas au Monthly Shōnen Magazine. Elles assisteront Midori Takakura, Motohiro Kato sur Rocket Man et Aki Shimizu sur l'adaptation manga du jeu Suikoden III.
Elles débutent leur carrière en 2003 en illustrant Alive Last Evolution, manga écrit par Tadashi Kawashima et publié dans le Monthly Shōnen Magazine jusqu'en 2010,. Une adaptation en animé est annoncée en 2008, mais est annulée en 2010.
Après Alive Last Evolution, Adachitoka retravaillent un de leurs one shot, qui deviendra Noragami. La série est publiée dans le Monthly Shōnen Magazine entre 2010 et 2024,. Le manga est nommé pour le Prix du manga Kōdansha en 2014 et en 2016. Noragami est adapté en animé de deux saisons entre 2014 et 2015,. À la suite d'ennuis de santé, elles feront une pause d'une durée de 14 mois, entre avril 2017 et juin 2018.
En 2020, elles écrivent un manga dans le cadre du Manga Anime Guardians Project, une initiative japonaise permettant de lutter contre le piratage.

## Œuvres
- Alive Last Evolution (2003 - 2010, Monthly Shōnen Magazine, Kōdansha)
- Noragami (2010 - 2024, Monthly Shōnen Magazine, Kōdansha)